# Парламентские выборы во Франции (1831)
Парламентские выборы во Франции 1831 года проходили 5 июля. Выборы были организованы Июльской монархией.
После Июльской революции 1830 года король Карл X отрёкся от престола и Луи-Филипп I стал королём Франции. Была принята Хартия 1830 года и избирательный закон был изменён. В выборах могли участвовать только граждане, платящие налоги. Избирательный корпус был увеличен путём снижения ценза, определяющего право голосования. Если до этого ценз составлял 300 франков за право проголосовать, то теперь он был снижен до 200 франков. Это увеличило количество зарегистрированных избирателей до 166 583 человек. Была введена возможность для более обеспеченных голосовать дважды. Для введения изменений по настоянию графа Полиньяка Луи-Филипп распустил парламент и назначил новые выборы. В выборах участвовало 125 090 избирателей, таким образом участие составило 75,09%.

## Результаты
| Партия | Партия        | Места |
| ------ | ------------- | ----- |
|        | Либералы      | 282   |
|        | Легитимисты   | 104   |
|        | Республиканцы | 73    |